# Lore Alt
Lore Alt (* 29. November 1925 in Stuttgart als Lore Zimmermann; † 15. September 2023) war eine deutsche Stenotypistin und vierfache Weltmeisterin im Schnellschreiben auf der Schreibmaschine.

## Leben
Lore Alts Vater war ein Schlossermeister aus dem Hohenlohekreis, ihre aus dem Schwarzwald stammende Mutter war seine dritte Ehefrau. Nach einem Pflichtjahr bei einer Familie in Bad Cannstatt absolvierte sie eine einjährige kaufmännische Ausbildung an der privaten Kaufmännischen Berufsfachschule der Marienanstalt in Stuttgart-Süd, hier gewann sie erste Auszeichnungen im Maschinenschreiben. Nach ihrem Berufseinstieg bei der Südwestdeutschen Ferngas-AG arbeitete sie zehn Jahre als Sekretärin im Büro des Vorsitzenden der Arbeiterwohlfahrt AWO für Baden-Württemberg, Paul Hofstetter. Dort wurde sie von Besuchern auf ihre außergewöhnliche Schnelligkeit an der Schreibmaschine aufmerksam gemacht. Später wechselte sie an die Berufsfachschule Oettling-Thiele und unterrichtete Maschinenschreiben und Stenografie.
1950 nahm Lore Alt spontan an den württembergischen Meisterschaften im Schnellschreiben auf der Schreibmaschine in Schwäbisch Gmünd teil und gewann mit 456 Anschlägen pro Minute. Der Wettbewerb fand auf Adler-Schreibmaschinen statt. Fortan war Alt als Werbeträgerin für Adler tätig und besuchte unter anderem deren Auslandsvertretungen. Vier Wochen nach der württembergischen Meisterschaft wurde sie in Hamburg mit 486 Anschlägen deutsche Meisterin. Gemeinsam mit dem Fachpädagogen Oettling, der einen Trainingsplan erarbeitet hatte, trainierte Alt beharrlich weiter. 1955 gewann sie die ersten Weltmeisterschaften in Monaco mit 544 Anschlägen und konnte dieses Niveau zwei Jahre später in Mailand mit 543 Anschlägen halten. In Wien wurde sie 1959 sowohl Weltmeisterin im Schnellschreiben als auch Weltmeisterin im Sicherheitsschreiben, bei dem möglichst wenige Schreibfehler gemacht werden dürfen (pro Fehler werden 500 Anschläge abgezogen). Diese internationalen Erfolge wurden durch vielfache Anerkennung, auch durch die beiden Bundespräsidenten Theodor Heuss und Heinrich Lübke, gewürdigt.
Alt trat 1959 und 1961 erneut bei den Weltmeisterschaften an. Die ebenfalls aus dem Südwesten stammende Sigrid Lude wurde in den Jahren 1963, 1965, 1967 und 1969 Weltmeisterin.
Mit ihrem Mann Alfred, den Lore Alt 1948 heiratete, gehörte sie zu denjenigen, die nach dem Zweiten Weltkrieg die SPD in Stuttgart wieder aufbauten. 1951 trat sie in die SPD ein und organisierte 28 Jahre lang mit Renate Kurz die Veranstaltung SPD am Nachmittag. Ihr Sohn Axel sitzt in Stuttgart für die SPD im Bezirksbeirat Nord und ist Sprecher der Fraktion. Sie verstarb am 15. September 2023.

## Auszeichnungen
- 1950: Württembergische Meisterin im Schnellschreiben
- 1950: Deutsche Meisterin im Schnellschreiben
- 1955: Weltmeisterin im Maschinenschreiben
- 1957: Weltmeisterin im Maschinenschreiben
- 1959: Weltmeisterin im Schnellschreiben, Weltmeisterin im Sicherheitsschreiben[7]